# Tomáš Tesař
Tomáš Tesař (* 25. září 1963 Praha) je český politik a jednatel společnosti, v letech 2010 až 2014 a opět 2022 až 2024 náměstek ministra životního prostředí ČR, člen TOP 09.

## Život
Vystudoval základní školu v Táboře, kde prožil dětství, a následně gymnázium v Holicích u Pardubic, kde prožil mládí. Absolvoval Fakultu strojní Vysoké školy strojní a textilní v Liberci (získal titul Ing.).
Po roce 1990 pracoval v oblasti mezinárodní logistiky pro soukromou zahraniční společnost. Od roku 2014 pracuje opět v soukromé sféře v oblasti životního prostředí a energetiky.
Tomáš Tesař je od roku 1987 ženatý. Má dva syny a jednu dceru. Mezi jeho koníčky patří vysokohorské lyžování ve volném terénu, lezení po pískovcových skalách, architektura a politická historie Evropy a světa.

## Politické působení
Od roku 2009 je členem TOP 09, nikdy předtím nebyl členem žádné politické strany ani sdružení. Od roku 2010 byl předsedou TOP 09 v Ústeckém kraji a členem výkonného výboru strany. Na 3. celostátním sněmu TOP 09 v prosinci 2013 byl zvolen členem předsednictva TOP 09. Na 4. celostátním sněmu v listopadu 2015 tuto funkci obhájil (od delegátů obdržel 101 hlasů). Post člena předsednictva strany zastával do listopadu 2017.
V komunálních volbách v roce 2010 byl lídrem kandidátky TOP 09 v Děčíně, ale neuspěl (strana získala ve městě pouze jeden mandát). Ve volbách do Poslanecké sněmovny PČR v roce 2010 kandidoval za TOP 09 a STAN v Ústeckém kraji, ale nebyl zvolen. Ve stejném kraji neuspěl ani o tři roky později ve volbách 2013, kdy kandidoval za stejné uskupení.
Od 1. září 2010 se stal náměstkem ministra životního prostředí ČR Pavla Drobila a ředitelem sekce ochrany přírody a krajiny. Tyto funkce zastával i za ministrů Tomáše Chalupy a Tomáše Podivínského. Krátce po svém nástupu jej ke konci ledna 2014 odvolal ministr životního prostředí ČR Richard Brabec. Od roku 2014 je poradcem poslaneckého klubu TOP09.
V listopadu 2019 byl zvolen členem předsednictva TOP 09. V lednu 2022 se stal politickým náměstkem ministryně životního prostředí ČR Anny Hubáčkové. Ve funkci náměstka skončil na konci července 2024. Jeho odchodu předcházela zpráva Bezpečnostní informační služby (BIS) určená členům vlády. Podle zpravodajských článků se informace kontrarozvědky týkaly Tesařova angažmá v obnovení krajiny zničené těžbou hnědého uhlí v Ústeckém kraji. Z pozice náměstka ministra životního prostředí prosadil plán, který by ušetřil těžařům miliardy. Chtěl, aby se o měsíční krajinu po hnědouhelných lomech postarala sama příroda a ne těžaři.